# دالتون-این-فرونس
latitudeدالتون-این-فرونسlongitudeدالتون-این-فرونس
دالتون-این-فرونس (به انگلیسی: Dalton-in-Furness) یک شهرک در بریتانیا است که در انگلستان واقع شده‌است.

## خصوصیات
دالتون-این-فرونس ۷٬۸۲۷ نفر جمعیت دارد.